# Olivträd (målning)
Olivskog eller Olivträd är en serie oljemålningar av den nederländske konstnären Vincent van Gogh. Serien omfattar åtminstone 15 målningar och utfördes i huvudsak under 1889. 
Motivet föreställer olivträd i Provence. Målningar tillkom efter van Goghs mentala sammanbrott i Arles 1888 och i samband hans årslånga sjukhusvistelse i Saint-Rémy-de-Provence. På egen begäran skrevs van Gogh in på sjukhuset i maj 1889. 
Under sommaren 1889 tillkom fyra målningar med olivträd, den mest kända är möjligen exemplaret som idag finns på Museum of Modern Art i New York och som van Gogh tänkte sig skulle vara en dagsljus-pendang till den samtida Stjärnenatt. Under hösten tillkom ytterligare sex målningar i mer höstlika färger, bland annat det exemplar som idag finns utställt på Göteborgs konstmuseum. I december 1889 utförde van Gogh ytterligare fyra målningar där han dessutom infogade olivplockande bönder i kompositionen.  

## Lista över Vincent van Goghs 15 olivträdsmålningar
| Bild | År             | Storlek     | Teknik      | Plats                        |
| ---- | -------------- | ----------- | ----------- | ---------------------------- |
|      | 1889 juni      | 73 x 93     | olja på duk | Nelson-Atkins Museum of Art  |
|      | 1889 juni      | 45,5 x 59   | olja på duk | Van Gogh-museet              |
|      | 1889 juni      | 71 x 90     | olja på duk | Kröller-Müller Museum        |
|      | 1889 juni-juli | 73 x 91     | olja på duk | Museum of Modern Art         |
|      | 1889 september | 53,5 x 64,5 | olja på duk | Privat ägo                   |
|      | 1889 november  | 51 x 65     | olja på duk | Scottish National Gallery    |
|      | 1889 november  | 73,6 x 92,7 | olja på duk | Minneapolis Institute of Art |
|      | 1889 november  | 72,7 x 92,1 | olja på duk | Metropolitan Museum of Art   |
|      | 1889 november  | 73 x 92     | olja på duk | Van Gogh-museet              |
|      | 1889 november  | 74 x 93     | olja på duk | Göteborgs konstmuseum        |
|      | 1889 december  | 73 x 92     | olja på duk | Kröller-Müller Museum        |
|      | 1889 december  | 73 x 92     | olja på duk | Privat ägo                   |
|      | 1889 december  | 73 x 92     | olja på duk | National Gallery of Art      |
|      | 1889 december  | 72,7 x 91,4 | olja på duk | Metropolitan Museum of Art   |
|      | 1890 maj       | 52 × 47     | olja på duk | Museu de Arte de São Paulo   |